# Premier de Tokio 2017
El Toray Pan Pacific Open 2017 fue un torneo de tenis jugado en canchas duras al aire libre. Fue la 34.ª edición del Toray Pan Pacific Open, y formó parte de la Serie Premier del WTA Tour 2017. Se llevó a cabo en el Coliseo Ariake de Tokio (Japón) del 18 al 24 de septiembre de 2017.

## Cabezas de serie

### Individuales femenino
| Tenista             | Ranking | Preclasificada |
| Garbiñe Muguruza    | 1       | 1              |
| Karolína Plíšková   | 4       | 2              |
| Caroline Wozniacki  | 6       | 3              |
| Johanna Konta       | 7       | 4              |
| Dominika Cibulková  | 9       | 5              |
| Agnieszka Radwańska | 11      | 6              |
| Angelique Kerber    | 14      | 7              |
| Kristina Mladenovic | 15      | 8              |
| Caroline Garcia     | 20      | 9              |

- Ranking del 11 de septiembre de 2017[2]

### Dobles femenino
| Tenista                            | Ranking | Preclasificada |
| Hao-Ching Chan Yung-Jan Chan       | 15      | 1              |
| Gabriela Dabrowski Xu Yifan        | 38      | 2              |
| Alicja Rosolska Abigail Spears     | 57      | 3              |
| Andreja Klepač María José Martínez | 60      | 4              |

## Campeonas

### Individual femenino
Caroline Wozniacki venció a  Anastasiya Pavliuchenkova por 6-0, 7-5

### Dobles femenino
Andreja Klepač /  María José Martínez vencieron a  Daria Gavrilova /  Daria Kasátkina por 6-3, 6-2